# Железное поле
«Железное поле» — советский художественный фильм 1986 года, снятый режиссёром Ярополком Лапшиным. Премьера фильма состоялась в День Победы 9 мая 1987 года.

## Сюжет
Действие фильма проходит в 1983 году. Владимир Фёдорович Бобылёв, чтобы попасть на фронт во время Великой Отечественной войны, прибавил себе два года. В преддверии своего 60-летнего юбилея он решает восстановить свой возраст, чтобы раньше времени не выходить на пенсию.
Он едет вместе с женой Лилией и сыном Дмитрием в родной для Владимира город Холмы. Там он встречается со своим другом-однополчанином Григорием Ворожуном и бывшей одноклассницей Анной Капустиной. Григорий узнав о том, что Владимир после войны ни разу не был в Волгограде, предлагает ему съездить в этот город, на место Сталинградской битвы.
Во время поездки в Волгоград они посещают мемориальные места, связанные с войной — Мамаев курган и Солдатское поле.
Во время экскурсии по реке они знакомятся с туристом из Германии Кнаппом, который воевал в годы войны в армии Паулюса, и дискутируют с ним об итогах и памяти о войне.
По возвращении в Москву Владимир Бобылёв получает новый партийный билет КПСС с уже восстановленной датой рождения.

## В ролях
- Пётр Вельяминов — Владимир Фёдорович Бобылёв, сотрудник Госстандарта СССР, кандидат наук, участник ВОВ
- Евгений Шутов — Григорий Ворожун, друг и однополчанин Владимира Бобылёва
- Валентина Титова — Лилия Бобылёва, врач, жена Владимира Бобылёва
- Олег Леушин — Дмитрий, сын Бобылёвых (озвучивал Александр Сныков)
- Витаутас Канцлерис — Кнапп, немецкий турист, бывший унтер-офицер
- Ольга Агапова — Эрика, внучка Кнаппа
- Владимир Седов — Геннадий Васильевич Прокшин, член коллегии Госстандарта СССР (озвучивал Юрий Саранцев)
- Ирина Вельяминова — дочь Бобылёвых
- Тамара Логинова — Мария Карповна, жена Григория Ворожуна
- Лариса Лужина — Анна Илларионовна Капустина, учительница, одноклассница Владимира Бобылёва
- Октябрин Балабанов — эпизод
- Юрий Бирюков — камео
- Павел Винник — Евгений Павлович, снабженец в Госстандарте
- Александр Ермаков — Борис Кузьмич Бойко, директор Ковшинского завода
- Наталья Егорова — секретарь КПСС, выдающая партийные билеты
- Анатолий Иванов — Олег Иванович Ткаченко, директор гостиницы в Волгограде, участник ВОВ
- Юрий Саранцев — Пахомов, священник, участник ВОВ
- Н. Степанова — эпизод
- Виктор Титов — эпизод
- Е. Шаблакова — эпизод
- Дмитрий Брекоткин — школьник (эпизод, нет в титрах)

## Съёмочная группа
- Автор сценария: Александр Рекемчук
- Режиссёр-постановщик: Ярополк Лапшин
- Оператор-постановщик: Игорь Лукшин
- Художники-постановщики: Юрий Истратов
- Композитор: Давид Тухманов
- Автор текстов песен: Борис Дубровин

## Технические данные
- Производство: Свердловская киностудия
- Художественный фильм, цветной, широкоэкранный
- Оригинальный язык: русский
- Продолжительность: 85 минут

## Место съемок
Съёмки фильма прошли в Москве, Волоколамске (Московская область) и Волгограде.
В фильме показаны основные достопримечательности Волгограда, в том числе, связанные с войной — Мамаев курган, музей-панорама Сталинградская битва, мельница Гергердта, Солдатское поле.